# 西部汽车站 (地铁)
西部汽车站是一个位于中华人民共和国云南省昆明市西山区马街街道春雨路与益宁路交叉口地下，属于昆明地铁3号线的地铁车站，于2017年8月29日启用。

## 出口
该站设有4个出口：
|                       | 编号   | 地点             | 建议前往的目的地 | 照片 |
| 出口 · A · 升降机标志 | 益宁路 | 马街摩尔城       |                  |      |
| 出口 · B              | 益宁路 | 西部汽车站客运站 |                  |      |
| 出口 · C              | 春雨路 | 春雨阳光         |                  |      |
| 出口 · D              | 春雨路 | 宿之屋酒店       |                  |      |
| 註： 設有             |        |                  |                  |      |